# Parafimbrios
Parafimbrios – rodzaj węży z rodziny Xenodermidae.

## Zasięg występowania
Rodzaj obejmuje gatunki występujące w południowo-wschodniej Azji (Tajlandia, Laos i Wietnam). 

## Systematyka

### Etymologia
Parafimbrios: gr. παρα para „blisko”; rodzaj Fimbrios M.A. Smith, 1921.

### Podział systematyczny
Do rodzaju należą następujące gatunki:
- Parafimbrios lao
- Parafimbrios vietnamensis